# Pat Hare

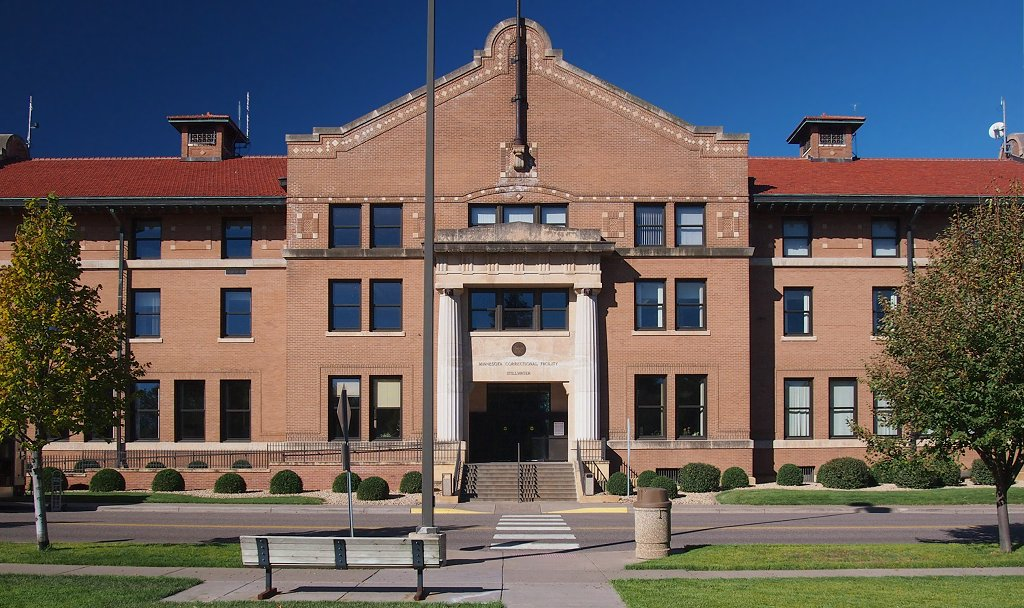
Minnesota Correctional Facility i Stillwater där Pat Hare tillbringade sina sista sexton år.

Auburn "Pat" Hare, född den 20 december 1930 i Cherry Valley, Arkansas, död den 26 september 1980 i Saint Paul, Minnesota var en amerikansk bluesgitarrist (elgitarr). Han är känd som en av de första musikerna som utnyttjade distortion och anses därigenom vara en föregångare till senare tiders hårdrock och heavy metal.
Hare spelade i sin ungdom tillsammans med musiker som Howlin' Wolf, James Cotton och Hubert Sumlin kring West Memphis/Memphis. I mitten av 1950-talet flyttade han till Chicago och ersatte Jimmy Rogers i Muddy Waters band 1957.
I början på 1960-talet flyttade han till Minneapolis där han i december 1963 sköt ihjäl sin flickvän och sedan även en polis som kallats till platsen för att undersöka. Hare erkände morden och dömdes till livstids fängelse. Han avled av lungcancer efter sexton år bakom galler på fängelset i Stillwater. En ödets ironi är att en av de låtar han spelat in på Sun var I'm Gonna Murder My Baby (vilken var outgiven vid dådet).